# XXX (아시아의 음반)
| 전문가 평가 | 전문가 평가 |
| 평가 점수   | 평가 점수   |
| 출처        | 점수        |
| ----------- | ----------- |
| AllMusic    | [ 1 ]       |

《XXX》("트리플 엑스"라고 발음)는 2012년 6월 20일에 발매된 영국의 록 밴드 아시아의 열두 번째 스튜디오 음반이다. 이 음반은 기타리스트 스티브 하우의 다음 해 탈퇴와 보컬리스트 겸 베이시스트 존 웨튼의 2017년 사망으로 인해 오리지널 라인업이 적용된 다섯 번째이자 마지막 스튜디오 음반이다.
《XXX》는 CD, 스페셜 에디션 CD/DVD 비디오(보너스 트랙, 새로운 뮤직 비디오 및 음반 제작 포함)와 LP로 발매되었다. 2012년 5월 14일, 〈Face on the Bridge〉는 디지털 다운로드 싱글과 뮤직 비디오로 발매되었다.

## 제작
녹음 세션은 2012년 1월부터 3월까지 아시아가 그들의 이전 음반 두 장을 작업했던 베드퍼드셔주 마을 레이턴 버저드 서쪽 버킹엄셔주 시골에 위치한 리스콤비 파크 스튜디오에서 열렸다. 《XXX》는 마이크 팩스먼이 제작하고 스티브 리스핀이 엔지니어링했다. 커버 아트는 1982년 발매된 첫 음반부터 아시아와 협업해 온 로저 딘이 디자인했고, 이전에 하우와 키보디스트 제프 다운스가 멤버로 참여했던 예스가 디자인했다. 딘은 상징적인 하늘을 나는 용과 구체를 중국 달력의 수룡해인 2012년으로 업데이트했다. 이 음반의 타이틀은 데뷔 음반의 30주년을 기념하여 로마 숫자 XXX가 포함되어 있다.

## 평가
《XXX》는 음악 평론가들과 팬들로부터 좋은 반응을 얻었으며, 많은 이들이 1980년대 이후 이 그룹의 최고 음반으로 환영했다. 맷 칼라는 올뮤직에서 이 음반에 별 다섯 개 중 4.5개의 평점을 주었다. 〈Bury Me in Willow〉, 〈No Religion〉, 〈Face on the Bridge〉는 3개의 "트랙 픽스"로 선정되었다.
이 음반은 영국 차트에서 69위로 데뷔했으며, 《Astra》 (1985년) 이후 가장 높은 순위에 올랐다. 독일에서는 33위, 일본에서는 36위에 올랐다.

## 곡 목록
모든 곡들은 특별한 언급이 없는 한 존 웨튼과 제프 다운스에 의해 작사/작곡하였다.
| #  | 제목                    | 작사·작곡                 | 재생 시간 |
| -- | ----------------------- | ------------------------- | --------- |
| 1. | 〈Tomorrow the World〉  |                           | 6:47      |
| 2. | 〈Bury Me in Willow〉   |                           | 6:01      |
| 3. | 〈No Religion〉         | 스티브 하우, 웨튼, 다운스 | 6:36      |
| 4. | 〈Faithful〉            |                           | 5:38      |
| 5. | 〈I Know How You Feel〉 |                           | 4:54      |
| 6. | 〈Face on the Bridge〉  |                           | 6:00      |
| 7. | 〈Al Gatto Nero〉       |                           | 4:37      |
| 8. | 〈Judas〉               | 하우, 웨튼, 다운스        | 4:44      |
| 9. | 〈Ghost of a Chance〉   |                           | 4:22      |